# Jonathan Ollivier
Jonathan Byrne Ollivier (Northampton, 26 aprile 1977 – Londra, 9 agosto 2015) è stato un ballerino britannico.

## Biografia
Dopo essersi formato alla Rambert Ballet School di Londra, Ollivier ha debuttato in Sudafrica come solista della Cape Town City Ballet. Nel 1999 tornò in Gran Bretagna e si unì alla Northern Ballet dove, sotto la direzione di David Nixon, danzò le coreografie di Didy Veldman negli adattamenti di Un tram che si chiama Desiderio, Dracula, Cime tempestose, I tre moschettieri e Jeckyll e Hyde.
Ottenne il successo nel 2009, quando interpretò il Cigno nello Swan Lake di Matthew Bourne, una performance che il Wall Street Journal considerò migliore anche di quella di Adam Cooper, il primo ballerino ad esseri cimentato nella parte del 1998. Lo stesso Bourne definì Ollivier "uno dei ballerini più potenti e carismatici della sua generazione".
Dopo il successo di Swan Lake a Londra, Ollivier si è unito alla compagnia itinerante del balletto e ha danzato nel ruolo del Cigno in Asia, Australia ed Europa. Nel 2015 è stato scelto come uno dei tre ballerini che si alternavano nel ruolo del protagonista dell'ultimo progetto di Matthew Bourne, The Car Man.
È morto in un incidente stradale il 9 agosto 2015 e in suo onore è stata messa in scena una speciale serata commemorativa al Teatro Sadler's Wells. È stato sposato con la ballerina sudafricana Desirée Samaai e la coppia ha avuto due figli, Lucas ed Isaac.